# Miguel Ambrosio Zaragoza
Miguel Ambrosio Zaragoza   (Albuixec, 31 d'agost de 1913 - Albuixec, 30 de setembre de 1992) conegut pel pseudònim Ambrós, va ser un destacat dibuixant de còmics, cèlebre sobretot per la sèrie d'aventures El Capitán Trueno.

## Biografia
Va estudiar Magisteri i va exercir com a mestre fins al final de la guerra civil espanyola; llavors, per raons polítiques, va preferir abandonar la docència i ajudar els seus pares en els treballs del camp. El 1946 es va presentar davant Juan Puerto, fundador d'Editorial Valenciana, amb un còmic d'El Guerrero del Antifaz realitzat per ell, el que li va brindar la possibilitat de realitzar algunes historietes humorístiques per a l'editorial. Eixe mateix any es va traslladar a Barcelona, on va començar per realitzar alguns còmics per a xicotetes editorials, com els quaderns d'aventures Dos yanquis en África, per a Bergis Mundial, o algunes pàgines per al setmanari Chispa. El seu primer treball important, no obstant això, va consistir a dibuixar la sèrie El Caballero Fantasma, del guionista Federico Amorós. El personatge estava inspirat en El Zorro i era publicat per l'editorial Grafidea.
El Caballero Fantasma va tenir un èxit considerable. Altra editora de còmics, Saturno, que publicava les aventures d'un personatge de nom idèntic, va interposar una demanda, cosa que va obligar Federico Amorós a «matar» el protagonista, que va ser substituït pel seu pupil, El Jinete Fantasma. Lluny de perjudicar a la sèrie, el canvi va incrementar inesperadament les vendes. El 1951 es va deixar d'editar la sèrie, de la qual van arribar a publicar-se 146 números, però Ambrós va continuar dibuixant una nova sèrie d'aventures, Chispita, el protagonista de les quals era el fill del Genet Fantasma.
Gràcies a l'èxit de El Jinete Fantasma, Ambrós va ser contractat per l'Editorial Bruguera, per a la qual va començar il·lustrant el suplement d'aventures de Pulgarcito, amb la sèrie La nave del tiempo, de la qual es van publicar 10 quaderns. També va treballar com il·lustrador d'alguns llibres de Bruguera, com ara la versió que la casa feu d'Els tres mosqueters, d'Alexandre Dumas.
El 1956 Ambrós va rebre l'encàrrec de crear la imatge de El Capitán Trueno a partir de la sinopsi de Víctor Mora. A partir de juny d'aqueix any va dibuixar al personatge, tant en el quadernet d'aventures quinzenal com en les seues aparicions en la revista Pulgarcito. A partir del nº 22 el quadernet, a causa de l'èxit de la sèrie, va passar a tenir periodicitat setmanal, el que imposava a Ambrós un ritme de treball frenètic. Fins al número 35 Ambrós va il·lustrar la sèrie en solitari, però en el següent va comptar amb l'ajuda d'un entintador, Beaumont, qui va col·laborar en els números 36, 38-45, 47-168 i 173-175. En les pàgines de Pulgarcito El Capitán trueno es publicava en les pàgines centrals, al costat d'altres sèries d'aventures, com El Inspector Dan de la patrulla volante, d'Eugeni Giner o El capitán Vendaval, de Tony Bernal.
El Capitán Trueno va aconseguir un èxit sense parangó en la història de la historieta espanyola, arribant a un tiratge de 350.000 exemplars per episodi. No obstant això, aquest èxit tenia escassa repercussió econòmica en el seu dibuixant, qui, fart de les imposicions de l'editorial, va decidir abandonar la sèrie després del número 175. El 1960 es va traslladar a París per a tractar d'impulsar la seua carrera com pintor, però la seua mala sort el va fer tornar a Espanya El 1964 i que tornara a treballar per a Bruguera. Encara que al principi no va voler continuar dibuixant El Capitán Trueno, i es va dedicar a realitzar episodis de Rintintín i Tarzán i a il·lustrar novel·les de l'editorial, al setembre d'aqueix mateix any va acabar per tornar al personatge, encara que només va publicar tres aventures en Trueno Extra, revista setmanal que havia aparegut en 1960.
El 1965 va deixar Bruguera i va començar a treballar per a Editorial Valenciana, en la qual va realitzar diverses historietes fins a 1971. L'any anterior havia tornat a Bruguera per a donar vida a altre personatge de Víctor Mora, El Corsario de Hierro, que va començar a publicar-se en la revista Mortadelo.
El 1981 Ambrós es va retirar del món del còmic, al que ja no tornaria mai més, amb una sola excepció: la història de El Capitán Trueno que va dibuixar expressament per a la Historia de los Cómics (1983) de l'editorial Toutain. El 1989 va rebre el Gran Premi del Saló del Còmic de Barcelona pel conjunt de la seua obra.

## Obra
| Anys      | Títol                 | Guionista                | Tipus              | Publicació | Gènere         |
| --------- | --------------------- | ------------------------ | ------------------ | ---------- | -------------- |
| 1947-1951 | El Caballero Fantasma | Federico Amorós          | Serial             | Grafidea   | Oest           |
| 1951-     | Chispita              | Federico Amorós          | Serial             | Grafidea   | Oest           |
| 1955      | La Nave del tiempo    | José Antonio Vidal Sales | Serial             | Bruguera   | Ciència-ficció |
| 1956      | El Capitán Trueno     | Víctor Mora              | Serial             | Bruguera   | Històric       |
|           | Héroes del deporte    |                          | Sèrie de "Jaimito" | Bruguera   | Esportiu       |
| 1970      | El Corsario de Hierro | Víctor Mora              | Serial             | Bruguera   | Històrica      |